# اصول روان‌شناسی
اصول روان‌شناسی (به انگلیسی: The Principles of Psychology)، کتابی است دربارهٔ روان‌شناسی که توسط ویلیام جیمز، فیلسوف و روان‌شناس آمریکایی، در سال ۱۸۹۰ نوشته شده‌است. چهار مفهوم کلیدی در کتاب جیمز عبارتند از: جریان آگاهی (مشهورترین استعاره روان‌شناختی او)، احساسات (که بعدها به‌عنوان نظریه جیمز-لانگه شناخته شد)؛ عادت (عادات انسان به‌طور مداوم برای دست‌یابی به نتایج خاصی شکل می‌گیرد). و اراده (از طریق تجربیات شخصی جیمز در زندگی).

## مفاهیم کلیدی

### جریان آگاهی
جریان آگاهی مشهورترین استعاره روان‌شناختی جیمز است. او استدلال کرد که فکر انسان را می‌توان به‌عنوان یک جریان روان توصیف کرد، که در آن زمان یک مفهوم بدیع بود، به‌دلیل استدلال قبلی که فکر انسان بیش‌تر شبیه یک زنجیره متمایز است. او همچنین معتقد بود که انسان‌ها هرگز نمی‌توانند دقیقاً یک فکر یا ایده را بیش از یک بار تجربه کنند. علاوه بر این، او هوشیاری را کاملاً مستمر می‌دید.

### احساسات
جیمز نظریه جدیدی از احساسات ارائه کرد، که استدلال می‌کرد که یک احساس در عوض پیامد است نه علت تجارب بدنی مرتبط با بیان آن. به عبارت دیگر، یک محرک باعث پاسخ فیزیکی می‌شود و یک هیجان به‌دنبال پاسخ. این نظریه در طول سال‌ها پس از معرفی خود مورد انتقاد قرار گرفته‌است.

### عادت
عادات انسان به‌دلیل احساسات شدید فرد مبنی برخاستن یا آرزوی چیزی دائماً برای دست‌یابی به نتایج خاصی شکل می‌گیرد. جیمز بر اهمیت و قدرت عادت انسان تأکید کرد و به نتیجه‌گیری پرداخت. جیمز خاطرنشان کرد که قوانین شکل‌گیری عادت بی‌طرفانه هستند، عادت‌ها می‌توانند باعث اعمال خوب یا بد شوند. و هنگامی که یک عادت خوب یا بد شروع به ایجاد کرد، تغییر آن بسیار دشوار است.

### اراده
اراده آخرین فصل از اصول روان‌شناسی است که از طریق تجربیات شخصی جیمز در زندگی بود. یک سؤال وجود داشت که جیمز را در طول بحران خود آزار می‌داد و آن این بود که آیا اراده آزاد وجود دارد یا نه. «ضروری‌ترین دستاورد اراده، … وقتی ارادی‌ترین است، توجه به یک شیء دشوار و محکم نگه داشتن آن در برابر ذهن است… بنابراین تلاش توجه، پدیده اساسی اراده است.»

## استفاده از روان‌شناسی تطبیقی
جیمز در استفاده از روش مقایسه‌ای نوشت: «غرایز حیوانات جستجو و کشف می‌شوند تا خودمان را با نور تحقیق روشن کنیم…» با این نور، جیمز این ادعا را رد می‌کند که «انسان با موجودات دیگر در کل غرایز تفاوت دارد».
جیمز بر این باور بود که انسان‌ها بیش‌تر از سایر موجودات از تکانه‌های خود استفاده می‌کنند. تکانه‌هایی که وقتی خارج از زمینه بزرگ‌ترشان مشاهده می‌شوند، ممکن است به‌اندازه ابتدایی‌ترین غرایز حیوانی خودکار ظاهر شوند. با این حال، همان‌طور که انسان نتایج تکانه‌های خود را تجربه کرد و این تجربیات خاطرات و انتظارات را برانگیخت، همان انگیزه‌ها به تدریج اصلاح شدند.
با این استدلال، ویلیام جیمز به این نتیجه رسید که در هر حیوانی با ظرفیت حافظه، تداعی و انتظار، رفتار در نهایت به‌عنوان ترکیبی از غریزه و تجربه بیان می‌شود، نه صرفاً غریزه کور.